# 澳古茨藻
澳古茨藻（学名：Najas oguraensis）是水鳖科茨藻属的植物。分布于日本以及中国大陆的湖北：东湖、江西：鄱阳湖等地，常生于湖中、沟渠中或静水中，目前尚未由人工引种栽培。